# قرار مجلس الأمن التابع للأمم المتحدة رقم 2139
قرار مجلس الأمن التابع للأمم المتحدة رقم 2139، المتخذ بالإجماع في 22 فبراير 2014، المتعلق بإيصال المساعدات الإنسانية إلى سوريا بعد نحو شهرين من المداولات داخل أروقة الأمم المتحدة حول مشروع القرار الذي تقدمت به الأردن ولوكسمبرغ وأستراليا.
وحمّل القرار السلطات السورية مسؤولية انتهاكات واسعة النطـاق لحقوق الإنـسان والقـانون الإنـساني الدولي، وضمان سـلامة وأمـن موظفي الأمم المتحدة، وتيسير دخول المساعدات، إلا أنه لم يحمل أي إشارة إلى عقوبات في حال عدم التنفيذ أو حتى تلويح بها.

## نص القرار
“إن مجلس الأمن، إذ يشير إلى قراراته 2042(2012) و2043(2012) و2118(2013) وإلى بياناته الرئاسـية المؤرخة 3 آب/ أغــــــسطس 2011 و21 آذار/ مـارس 2012 و5 نيسان/أبريل 2012، و 2 تشرين الأول /أكتوبر 2013.
وإذ يؤكد من جديد التزامه القوي بسيادة سوريا واستقلالها ووحدتها وسلامة أراضيها، وبمقاصد ميثاق الأمم المتحدة ومبادئه، وإذ يروعه ما بلغته أعمال العنف من درجة غير مقبولـة آخذة في التـصاعد وما أفاد به كل من الأمين العام للأمم المتحدة وممثلة الأمين العام الخاصة المعنية بالأطفال والنزاع المسلح مـن مقتل أكثر من 100 ألف شخص في سوريا، من بينهم ما يزيد على 10 آلاف طفل.
وإذ يعــرب عــن جزعــه الــشديد إزاء خطــورة وســرعة تــدهور الحالة الإنــسانية في ســورية، وبخاصة الحالية العــصيبة لمئات الآلاف مــن المــدنيين الحبوسين في المناطق المحاصرة ومعظمهم محاصرون من قبل القوات المـسلحة الـسورية وبعـضهم تحاصره جماعات المعارضة، وكذلك الحالة العصيبة لما يزيد علـى 3 ملايـين شـخص يوجـدون في منـاطق يـصعب الوصـول إليها، وإذ يأسف لوجود صعوبات تعرقل إمكانية إيصال المساعدات الإنسانية لجميع المـدنيين المحتاجين داخل سوريا، وللإخفاق في إيصال تلك المساعدات.
وإذ يشدد على ضــرورة احتــرام مبــادئ الأمــم المتحدة التوجيهيــة لتقــديم المــساعدة الإنسانية في حالات الطوارئ ويؤكد أهمية تقديم هـذه المـساعدة علـى أسـاس الحاجة وبتجـرد من أي تحيزات وأغراض سياسية، وإذ يشيد بالجهود التي تبذلها الأمم المتحدة وجميع العـاملين في المجال الإنساني والأخصائيين الطبـيين في سـورية والبلـدان المجاورة، وإذ يـدين جميع أعمـال العنف أو التهديد بـالعنف المرتكبة ضـد مـوظفي الأمـم المتحدة والعـاملين في المجال الإنـساني، التي أدت إلى وفاة وإصابة واعتقال الكثيرين من أفراد المساعدة الإنسانية.
وإذ يعرب عن بالغ القلق إزاء تزايد أعداد اللاجئين والمشردين داخليـا نتيجـة للنزاع الــدائر في ســورية، الــذي يــؤدي إلى زعزعــة الاســتقرار في المنطقة بأســرها، وإذ يؤكــد تقــديره للجهــود الكــبيرة والجــديرة بالإعجــاب الــتي تبذلها بلــدان المنطقة، ولا ســيما لبنــان والأردن وتركيا والعراق ومصر، لاستيعاب أكثر من 2.4 مليون لاجئ فروا من سوريا نتيجـة للعنـف الجاري، مع الاعتراف بالأثر السياسي والاجتماعي - الاقتصادي والمالي الـضخم لوجـود هـذا العدد الهائل من السكان في هـذه البلـدان، وإذ يـشدد علـى ضـرورة أن تحترم جميع الأطـراف أمن مخيمات اللاجئين والمشردين داخليا وطابعها المدني وأن تحافظ عليهما.
وإذ يرحب بالتعهدات التي يبلغ إجمالي قيمتها 2.5 بليون دولار والتي أعلـن عنـها في المؤتمر الدولي الإنساني الثاني لإعلان التبرعات مـن أجـل سـورية، الـذي استـضافته الكويـت في 15 كانون الثاني /يناير 2014، وإذ يعرب عن تقديره للـدول الأعـضاء والمنظمات الإقليميـة ودون الإقليميــة الــتي تعهــدت بتقــديم المــساعدة الإنــسانية إلى المحتاجين في جميع أنحــاء ســورية، بمن فيهم المشردون داخليا، فضلا عن اللاجئين في البلدان المـضيفة المجاورة، وإذ يهيـب بجميع الـــدول الأعـــضاء أن تكفـــل ســـداد التبرعـــات في الوقـــت المناسب ومواصـــلة تقـــديم الـــدعم بما يتماشى مع الاحتياجات الإنسانية المتزايدة.
وإذ يدعو جميع الأطراف إلى وضع حـد فـوري لجميع أعمـال العنـف الـتي تـؤدي إلى المعاناة الإنـسانية في ســورية، وإنقـاذ التنـوع الثــري للمجتمـع الـسوري وتــراث سـورية الثقــافي الغني، واتخاذ الخطوات المناسبة لضمان حماية مواقع التراث العالمي في سورية، وإذ يدين بشدة الهجمات الإرهابية المتزايدة الـتي يقـوم بها المرتبطون بتنظـيم القاعـدة من منظمات وأفراد، والجهات المنتسبة له والجماعات الإرهابية الأخرى، والـتي تخلف خـسائر بشرية عديدة وكثيرا من الدمار، وإذ يكـرر تأكيـد دعوتـه جميع الأطـراف إلى الالتـزام بوضـع حد للأعمال الإرهابية التي ترتكبها تلـك المنظمات وهـؤلاء الأفـراد، مـع التأكيـد مـن جديـد علــى أن الإرهــاب بجميع أشــكاله ومظــاهره يــشكل أحــد أفــدح الأخطــار الــتي تهدد الــسلام والأمن الدوليين، وأن أي أعمال إرهابية هي أعمال إجرامية لا يمكن تبريرها بغـض النظـر عـن دوافعها ومكان ووقت ارتكابها والجهة التي ترتكبها.
وإذ يعــرب عــن أســفه لأن بيانــه الرئاســي المــؤرخ 2 تــشرين الأول/أكتــوبر 2013 (S/PRST/2013/15) لم يؤت الثمار المنتظرة منه، ولم يترجم حتى الآن إلى تقـدم ملمـوس علـى أرض الواقع، ولأن إيـصال المعونة الإنـسانية لا تـزال تعترضـه العراقيـل في جميع أنحـاء سـورية، وإذ يدين في الوقت نفسه جميع حالات منع وصول المـساعدات الإنـسانية، وإذ يـشير إلى أن منــع وصــول المــساعدات الإنــسانية بــصورة تعــسفية وحرمــان المــدنيين مــن مــواد لا غــنى عنــها لبقـــائهم علـــى قيـــد الحياة، بمـــا في ذلـــك تعمـــد عرقلـــة إمـــدادات الإغاثـــة وســـبل الوصـــول، يمكن أن يشكلا انتهاكا للقانون الإنساني الدولي.
وإذ يشدد على أن الحالة الإنسانية ستستمر في التدهور في ظل غياب الحـل السياسي للأزمة، وإذ يكرر تأييده لبيان جنيف المؤرخ 30 حزيران/يونيو 2012 (المرفق الثـاني للقـرار 2118 “2013)” وإذ يطالب جميع الأطراف بأن تعمل على التنفيذ الفـوري والـشامل لبيـان جنيف الرامي إلى وضع حد فوري لجميع أعمال العنف وانتهاكات حقوق الإنـسان والتعـدي عليهـــا وانتـــهاكات القـــانون الـــدولي، وتيـــسير العمليـــة الـــسياسية الـــتي بـــدأت في مـــونترو في 22 كانون الثاني/يناير 2014 بقيادة سورية، والتي تفـضي إلى مرحلـة انتقاليـة تلـبي التطلعـات المشروعة للشعب السوري وتمكنه من أن يحدّد مستقبله بصورة مستقلة وديمقراطية.
1 - يدين بشدة الانتهاكات الواسعة النطـاق لحقوق الإنـسان والقـانون الإنـساني الدولي من جانب السلطات السورية، فضلا عن الاعتداءات على حقوق الإنـسان وانتـهاكات القانون الدولي الإنساني من قبل الجماعات، بما في ذلك جميع أشـكال العنـف الجنسي والإنساني، وجميع الانتهاكات والاعتداءات الجسيمة المرتكبة ضد الأطفال بمـا يخـالف القـانون الدولي الواجـب التطبيـق، كالتجنيـد والاسـتخدام، والقتـل والتـشويه، والاغتـصاب، والاعتـداء علــى المــدارس والمستشفيات، والاعتقــال التعــسفي، والاحتجــاز، والتعــذيب، وســوء المعاملة، والاســتخدام كــدروع بــشرية، علــى النحــو المــبين في تقريــر الأمــين العــام للأمــم المتحدة عــن الأطفال والنزاع المسلح في سورية (S/2014/31).
2 - يطالب جميع الأطراف بوضع حد فوري لجميع أشكال العنـف، بغـضّ النظـر عــن مــصدرها، والتوقــف والكــف عــن جميع انتــهاكات القــانون الــدولي الإنــساني وانتــهاكات حقوق الإنسان والاعتداء عليها، والتأكيد مـن جديـد علـى الالتزامـات المترتبة عليهـا بموجب القانون الدولي الإنساني والقانون الدولي لحقوق الإنسان، ويؤكـد أن بعـض هـذه الانتـهاكات قد تشكل جرائم حرب وجرائم ضد الإنسانية.
3 - يطالــب جميع الأطــراف بــالكف فــورا عــن جميع الهجمات الــتي تــشنها ضــد المدنيين، فضلا عن الاستخدام العـشوائي للأسـلحة في المناطق المأهولة بالـسكان، بمـا في ذلـك عمليات القصف المـدفعي والقـصف الجـوي، كاسـتخدام البراميـل المتفجرة، واللجـوء لوسـائل الحرب التي تتسبب بطبيعتها في إصابات زائدة عن الحد أو معاناة لا داعي لها، ويـشير في هـذا الصدد إلى الالتزام باحترام القانون الإنساني الدولي وكفالة احترامه في جميع الظروف، ويـشير كـذلك، علــى وجــه الخــصوص، إلى الالتــزام بـالتمييز بــين الــسكان المــدنيين والمقاتلين، وحظــر الهجمات العشوائية، والهجمات الموجهة ضد المدنيين، والأهداف المدنية في حد ذاتها.4
4 - يطالــب جميع الأطــراف، ولا ســيما الــسلطات الــسورية، بالتنفيــذ الكامــل للأحكـــام الـــواردة في بيـــان رئـــيس مجلس الأمـــن المـــؤرخ 2 تـــشرين الأول/أكتـــوبر 2013 (S/PRST/2013/15) بطرق منـها تيـسير التوسـع في عمليـات الإغاثـة الإنـسانية، وفقـا لأحكـام القانون الدولي الإنساني الواجبة التطبيق ومبادئ الأمم المتحدة التوجيهيـة للمـساعدة الإنـسانية في حالات الطوارئ.
5 - يــدعو جميع الأطــراف إلى القيــام فــورا برفــع الحــصار عــن المناطق المأهولة بالــسكان، بمــا في ذلــك المناطق الكائنــة في الحــي القــديم مــن مدينــة حمــص (حمــص)، ونبــل والزهــراء(حلــب)، ومعــضمية الــشام(ريــف دمــشق)، واليرمــوك (دمــشق)، والغوطــة الــشرقية (ريــف دمــشق)، وداريــا (ريــف دمــشق )، وغيرهــا مــن المواقع، ويطالــب جميع الأطــراف بــأن تسمح بإيصال المساعدة الإنسانية، بما في ذلك المساعدة الطبيـة، والكـف عـن حرمـان المـدنيين من الأغذية والأدوية التي لا غنى عنها لبقائهم علـى قيـد الحياة، والـتمكين مـن الإجـلاء الآمـن علــى وجــه الــسرعة ودون عوائــق لجميع المــدنيين الــذين يرغبــون في المغادرة، ويــشدد علــى ضــرورة أن تتفــق الأطــراف علــى فتــرات هدنــة للأغــراض الإنــسانية، وعلــى أيــام للــسكينة، وفترات لوقف إطلاق النار والهدنة المحلية، مـن أجـل تمكين الوكـالات الإنـسانية مـن الوصـول الآمــن دون عوائــق إلى جميع المناطق المتضررة في ســورية، مــع التــذكير بــأن تجويع المــدنيين كأسلوب من أساليب القتال محظور بموجب القانون الإنساني الدولي.
6 - يطالــب جميع الأطــراف، ولا ســيما الــسلطات الــسورية، بــأن تــسمح فــورا للوكالات الإنسانية التابعة للأمم المتحدة وشركائها التنفيـذيين، بإيـصال المـساعدات الإنـسانية على نحو سريع وآمن ودون عوائق، بما في ذلـك عـبر خطـوط النزاع وعـبر الحـدود، مـن أجـل ضمان وصول المساعدات الإنسانية إلى المحتاجين من خلال أقصر الطرق.
7 - يحــث جميع الأطــراف، ولا ســيما الــسلطات الــسورية، علــى أن تتخــذ كــل الخطوات المناسبة لتيسير الجهود التي تبذلها الأمم المتحدة، والوكـالات المتخصصة التابعـة لهـا، وجميع الجهات الإنــسانية الفاعلــة المــشاركة في أنــشطة الإغاثــة الإنــسانية، لتقــديم المــساعدة الإنسانية بشكل فوري إلى السكان المتضررين في سورية، وذلك بطرق منها القيام على الفـور بتيسير وصول المساعدات الإنسانية بشكل آمن ودون عوائق إلى السكان المحتاجين للمـساعدة في جميع المناطق الخاضعة لسيطرتها، ويــشجع علــى مواصــلة التعــاون بــين الأمــم المتحدة، والوكالات المتخصصة التابعة لها، وجميع الأطراف المعنية، بما في ذلـك منظمـات المجتمع المـدني السورية، من أجل تيسير إمكانية وصول المساعدة وتقديمها في كامل الأراضي السورية.
8 - يطالــب جميع الأطــراف بــاحترام مبــدأ الحياد الطــبي وتيــسير حريــة المــرور إلى جميع المناطق للأخــصائيين الطبــيين والمعدات الطبيــة، ووســائل النقــل والإمــدادات الطبيــة، بما في ذلك المواد الجراحية، ويشير إلى أن الجرحى والمرضى يجـب، بمقتضى القـانون الإنـساني الدولي، أن يتلقوا الرعاية الطبية والاهتمام اللذين تقتضيهما حالتهم، إلى أقصى حد ممكن مـن الناحية العملية، وبأدنى قدر من التأخير، وأن يجري احتـرام وحماية الأفـراد العـاملين في المجالين الطبي والإنساني، والمرافق ووسائل النقل المستخدمة للأغراض الطبية والإنـسانية، ويعـرب عـن بالغ القلق في هذا الصدد إزاء رفع اللوازم الطبية من الشحنات الإنسانية.
9 - يطالب أيضا جميع الأطـراف باتخـاذ كـل الخطوات الملائمة لحماية المـدنيين، بمن فيهم أفراد الجماعات العرقيـة والدينيـة والطائفيـة، ويؤكـد ، في هـذا الـصدد، أن الـسلطات السورية تقع على عاتقها المسؤولية الرئيسية عن حماية سكانها.
10 - يطالب كذلك جميع الأطراف بوقـف الاسـتخدام العـسكري للمرافـق الطبيـة والمــدارس وغيرهــا مــن المنشآت المدنية، وتجنب إقامــة مواقــع عــسكرية في المناطق المأهولة بالسكان، والكف عن شن الهجمات الموجهة ضد أهداف مدنية.
11 - يدين بشدة الاحتجاز التعسفي للمدنيين وتعذيبـهم في سـورية، ولا سـيما في السجون ومرافق الاحتجاز، فضلا عـن عمليـات الخطف، والاختطـاف، والاختفاء القسري، ويطالب بالإنهاء الفوري لهذه الممارسات، وإطلاق سراح جميع الأشـخاص المحتجزين بـصورة تعسفية بدءا بالنساء والأطفال، وكذلك المرضى والجرحى وكبـار الـسن، بمـا يـشمل مـوظفي الأمم المتحدة والصحفيين.
12- يحث جميع الأطراف على اتخاذ جميع الخطوات المناسبة لـضمان سـلامة وأمـن موظفي الأمم المتحدة ومـوظفي وكالاتها المتخصصة وجميع المـوظفين الآخـرين المـشاركين في أنــشطة الإغاثــة الإنــسانية، دون المــساس بحريتهم في التنقــل ودخــول المناطق الــتي يقصدونها، ويشدد على أن السلطات السورية تتحمل المسؤولية الرئيسية في هذا الصدد، ويـشدد كـذلك على ضرورة عدم عرقلة هذه الجهود.
13 - يشدد على ضرورة إنهاء الإفلات من العقاب على انتهاكات القـانون الـدولي الإنــساني وعلــى مــا يُرتكــب مــن انتــهاكات وتجــاوزات لحقوق الإنــسان، ويؤكــد مــن جديــد وجــوب تقــديم مــرتكبي تلــك الانتــهاكات والتجــاوزات أو المــسؤولين عنــها بــصورة أخــرى في سورية إلى العدالة.
14 - يــدين بــشدة الهجمات الإرهابيــة المتزايدة الــتي يقــوم بها المرتبطون بتنظــيم القاعدة من منظمات وأفراد، والجهات المنتسبة له والجماعات الإرهابية الأخرى، والـتي تخلف خسائر بـشرية عديـدة وكـثيرا مـن الـدمار، ويحـث جماعات المعارضة علـى مواصـلة نبـذ هـذه المنظمات وهؤلاء الأفراد المسؤولين عن انتهاكات خطيرة للقانون الـدولي الإنـساني في المناطق التي تسيطر عليها المعارضة، ويهيب بالسلطات الـسورية وجماعات المعارضة الالتـزام بمحاربة ودحــر المــرتبطين بتنظــيم القاعــدة مــن منظمــات وأفــراد، والجهات المنتسبة لــه والجماعات الإرهابيـــة الأخـــرى، ويطالـــب بـــأن ينـــسحب فـــورا مـــن ســـورية جميع المقاتلين الأجانـــب، ويؤكد من جديد أن الإرهاب بجميع أشكاله ومظاهره يشكل أحد أفدح الأخطـار الـتي تهدد السلام والأمن الدوليين، وأن أي أعمـال إرهابيـة هـي أعمـال إجراميـة لا يمكن تبريرهـا بغـض النظر عن دوافعها ومكان ووقت ارتكابها والجهة التي ترتكبها.
15 - يــشدد علــى أن الحالة الإنــسانية ستــستمر في التــدهور في ظــل غيــاب الحــل السياسي، ويرحب في هذا الصدد بمؤتمر جنيف المعني بسورية الـذي بـدأت أعمالـه في مـونترو يــوم 22 كــانون الثــاني /ينــاير 2014، ويطالــب جميع الأطــراف بالعمــل علــى التنفيــذ الــشامل لبيــان جنيــف الــصادر في 30 حزيــران /يونيــو 2012، بمــا يفــضي إلى عمليــة انتقاليــة سياســية حقيقية تلبي التطلعات المشروعة للشعب السوري وتمكنه من أن يحدّد مستقبله بصورة مـستقلة وديمقراطية، ويشدد كذلك علـى أن التقـدم الـسريع نحـو إيجـاد حـل سياسـي ينبغـي أن يـشمل المشاركة التامة لجميع فئات المجتمع السوري وشرائحه، بما في ذلك النـساء وأنـه يمثل الفرصـة المستدامة الوحيدة للتوصل إلى تسوية سلمية للوضـع في سـورية، وأن تنفيـذ هـذا القـرار شـرط أساسي لتلبية الاحتياجات الإنسانية للشعب السوري.
16- يحث جميع الدول الأعضاء على المساهمة في إطار النداءات الإنسانية الـصادرة عــن الأمــم المتحدة ن مــن أجــل تلبيــة الاحتياجــات المتعاظمة للــسكان المتضريين مــن الأزمــة، أو زيادة ما تقدمه مـن دعـم لهـذا الغـرض، علـى أن تقـدم ذلـك الـدعم بالتنـسيق مـع وكـالات الأمم المتحدة المعنية، وعلى كفالة الوفـاء التـام بجميع التعهـدات، ويحـث كـذلك جميع الـدول الأعضاء، استنادا إلى مبدأ تقاسم الأعباء، على مـساندة البلـدان المـضيفة المجاورة لتمكينـها مـن تلبية الاحتياجات الإنسانية المتزايدة، بطرق منها تقديم الدعم المباشر.
17 - يطلــب إلى الأمــين العــام أن يقــدم إلى مجلس الأمــن تقريــرا عــن تنفيــذ جميع الأطراف في سورية لهذا القرار، ولا سـيما الفقرات من 2 إلى 12، في غـضون 30 يومـا مـن اتخاذه وكل 30 يوما بعد ذلك، ويعرب عـن اعتزامـه بعـد تلقـي تقريـر الأمـين العـام أن يتخـذ مزيدا من الخطوات في حالة عدم الامتثال لهذا القرار